# Fighter (cântec)
Fighter este un cântec al cântăreței americane Christina Aguilera, de pe cel de-al patrulea său album de studio Stripped (2002).